# 瓜里卡納國家公園

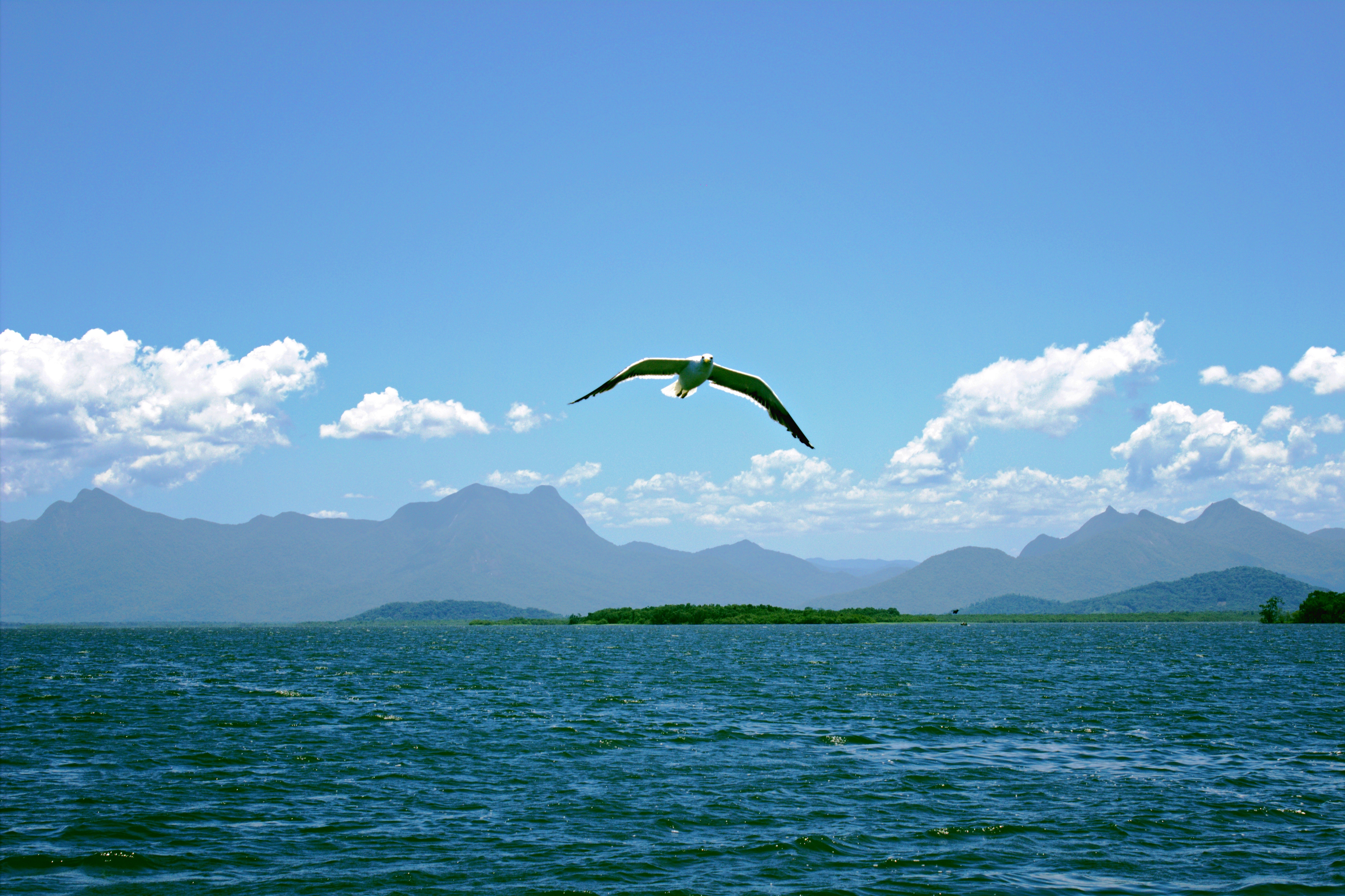

25°42′05″S 48°52′32″W / 25.701335°S 48.875599°W
瓜里卡納國家公園（葡萄牙語：Parque Nacional Guaricana），是巴西的國家公園，位於該國南部巴拉那州，成立於2014年10月13日，佔地4.9萬公頃，覆蓋瓜拉圖巴、莫雷蒂斯和聖若澤杜斯皮尼艾斯地區。